# Książę Östergötland
Książę Östergötland (szw. Hertig av Östergötland) – tytuł arystokratyczny nadawany niektórym członkom szwedzkiej rodziny królewskiej.
Obecnie tytuł ten nosi Stella, najstarsze dziecko następczyni tronu Szwecji, księżniczki koronnej Wiktorii.
Pierwszym księciem Östergötland został w 1560 roku Magnus Waza.

## Książęta Östergötland
| # | Wizerunek | Imię             | Urodzony                    | Zmarł                       | Czas rządów | Rodzice                                             |
| - | --------- | ---------------- | --------------------------- | --------------------------- | ----------- | --------------------------------------------------- |
| 1 |           | Magnus Waza      | 25 lipca 1542               | 26 czerwca 1595             | 1560–1569   | Gustaw I Waza Małgorzata Leijonhufvud               |
| 2 |           | Jan Waza         | 18 kwietnia 1589 Uppsala    | 5 marca 1618                | 1604–1618   | Jan III Waza Gunilla Bielke                         |
| 3 |           | Maria Elżbieta * | 10 marca 1596 Örebro        | 7 sierpnia 1618             | 1612–1618   | Karol IX Waza Krystyna z Holstein-Gottorp           |
| 4 |           | Fryderyk Adolf   | 18 lipca 1750 Drottningholm | 12 grudnia 1803 Montpellier | 1772–1803   | Adolf Fryderyk Ludwika Ulryka Hohenzollern          |
| 5 |           | Oskar II         | 21 stycznia 1829 Sztokholm  | 8 grudnia 1907 Sztokholm    | 1829–1872   | Oskar I Józefina de Beauharnais-Bernadotte          |
| 6 |           | Zofia *          | 9 lipca 1836 Wiesbaden      | 30 grudnia 1913 Sztokholm   | 1857–1872   | Jerzy Wilhelm Nassau Paulina Fryderyka Wirtemberska |
| 7 |           | Karol            | 10 stycznia 1911 Sztokholm  | 27 czerwca 2003 Málaga      | 1911–1937   | Karol Ingeborga                                     |
| 8 |           | Stella           | 23 lutego 2012 Solna        |                             | 2012–nadal  | Daniel, książę Västergötland Wiktoria Bernadotte    |